# Pseudosymmachia thibetana
Pseudosymmachia thibetana är en skalbaggsart som beskrevs av Moser 1914. Pseudosymmachia thibetana ingår i släktet Pseudosymmachia och familjen Melolonthidae. Inga underarter finns listade i Catalogue of Life.